# Bataille de Santa Clara
Pour les articles homonymes, voir Bataille de Santa Clara (homonymie).
Révolution cubaine
Batailles
- Moncada
- Opération Verano
- Las Mercedes
- Santa Clara

La bataille de Santa Clara est une série d'événements qui, à la fin décembre 1958, ont conduit à la prise de la ville cubaine de Santa Clara par les révolutionnaires sous le commandement de Che Guevara. La bataille a été une victoire décisive pour les rebelles qui luttaient contre le régime du général Fulgencio Batista : dans les 12 heures qui ont suivi la prise de la ville, Batista a fui Cuba et les forces de Fidel Castro ont remporté la victoire générale,. 
La bataille est représentée au dos du billet de trois pesos convertibles. 